# Lovin' you
Pour les articles homonymes, voir Loving You.
Singles de Nanase Aikawa
Nostalgia
(1998) Cosmic Love
(1999)
Lovin' you est le 11e single de Nanase Aikawa, sorti sous le label Avex Trax le 6 novembre 1998 au Japon. Il atteint la 8e place du classement de l'Oricon et reste classé pendant 10 semaines pour un total de 177 000 exemplaires vendus. Lovin' you se trouve sur les compilations ID et Rock or Die.

## Liste des titres
| 1. | Lovin' you                    |  |
| 2. | Ｏ Ｏ Ｏ Ｏ？ (Live Version)  |  |
| 3. | Lovin' you (Original Karaoke) |  |